# 伊万·西尔维乌·苏丘
伊万·西尔维乌·苏丘（羅馬尼亞語：Ioan Silviu Suciu，1977年11月24日—），罗马尼亚男子竞技体操运动员。他曾代表罗马尼亚参加2000年和2004年夏季奥林匹克运动会体操比赛，其中2004年奥运会获得一枚铜牌。